# Karrooeremomela
Karrooeremomela (Eremomela gregalis) är en fågel i familjen cistikolor inom ordningen tättingar.

## Utseende och läte
Karrooeremomelan är en liten enfärgad sångare med tydligt gulaktiga ögon. Den är grågrön på rygg, vingar och hjässa, gråaktig i ansiktet, silvergrå undertill och kontrasterande vit på hakan och strupen. Lätet är ett sorgsamt ihållande "pee-liip" som kan upprepas i flera minuter.

## Utbredning och systematik
Karrooeremomela delas in i två underarter med följande utbredning:
- Eremomela gregalis damarensis – förekommer i Namibia (Oösop-regionen på Swakop River)
- Eremomela gregalis gregalis – förekommer i torr karroo i södra Namibia och nordvästra Kapprovinsen

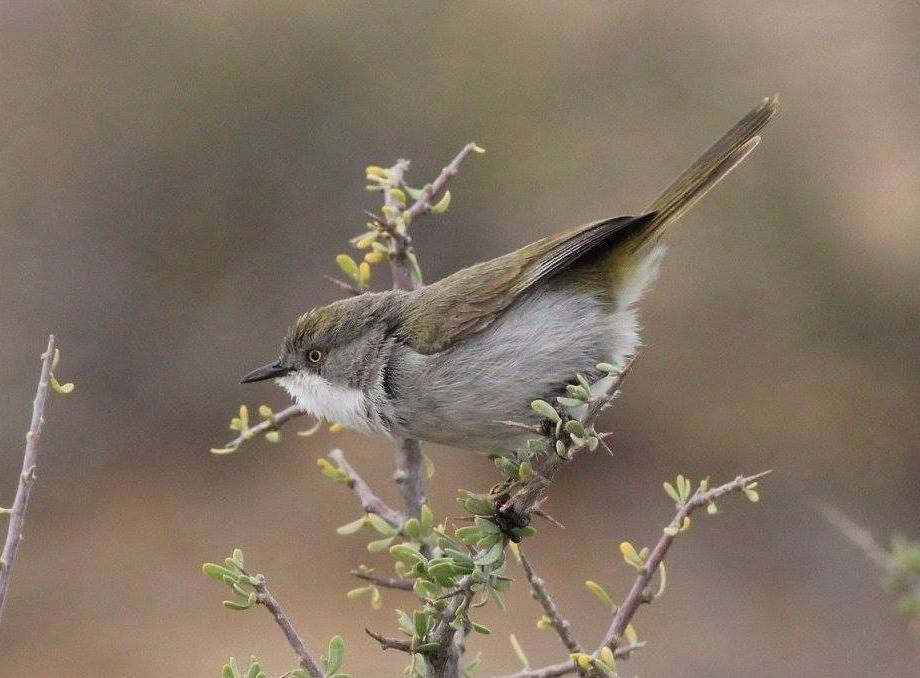
Karrooeremomela av nominatformen.

### Familjetillhörighet
Cistikolorna behandlades tidigare som en del av den stora familjen sångare (Sylviidae). Genetiska studier har dock visat att sångarna inte är varandras närmaste släktingar. Istället är de en del av en klad som även omfattar timalior, lärkor, bulbyler, stjärtmesar och svalor. Idag delas därför Sylviidae upp i ett antal familjer, däribland Cisticolidae. 

## Levnadssätt
Karrooeremomelan hittas i öken- och halvökenartad karroo. Där ses par och smågrupper om tre till sju individer obemärkt röra sig mellan flodnära träd och dvärgväxta buskar.

## Status och hot
Arten har ett stort utbredningsområde, men tros minska i antal, dock inte tillräckligt kraftigt för att den ska betraktas som hotad. Internationella naturvårdsunionen IUCN listar arten som livskraftig (LC).

## Namn
Karroo (eller karoo) är ett stäpp- och halvökenområde i södra och västra Sydafrika. Släktesnamnet Eremomela som också återspeglas i fåglarnas trivialnamn betyder "ökensång", efter grekiska eremos för "öken" och melos, "sång" eller "melodi".